# Anna Pavlova (gymnast)
Anna Anatoljevna Pavlova (ryska: Анна Анатольевна Павлова), född den 6 september 1987 i Moskva i Sovjetunionen (nu Ryssland), är en azerbajdzjansk före detta gymnast som tävlade för Ryssland.
Hon tog OS-brons i lagmångkampen  och OS-brons i hopp  vid de olympiska gymnastiktävlingarna 2004 i Aten.